# ジャン＝ランベール・タリアン

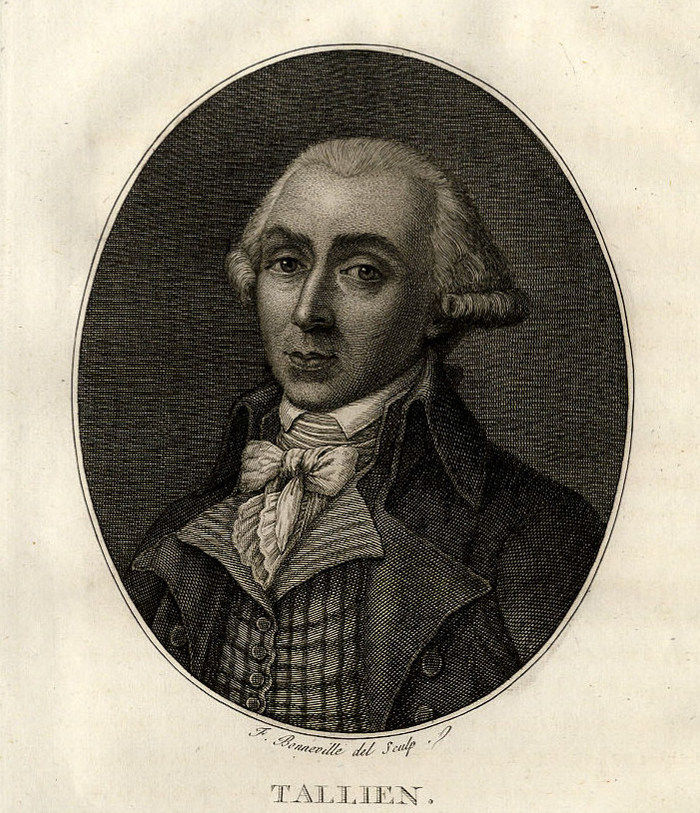
ジャン＝ランベール・タリアン

ジャン＝ランベール・タリアン（Jean-Lambert Tallien, 1762年1月23日 - 1820年11月16日）は、フランスの革命指導者、政治家。恋人を救うためにテルミドール9日のクーデターで活躍したことで知られている。

## 生涯
1762年、旅館の息子としてパリに生まれ、教育を受けて弁護士の書記となった。 熱心な革命支持者で、初期からジャコバン派の一員となり、1791年に自身でも会報「市民の友」を発刊して有名になった。1792年8月10日、テュイルリー宮殿襲撃に参加し、パリ・コミューンの書記に就任。九月虐殺に関与するも、国民公会議員に選出された。 国民公会では山岳派に属して国王の処刑に賛成。ジロンド派への激しい攻撃を行なう。 
1793年9月にボルドーに派遣され、反革命派に対する粛清を行なった。この時、ド・フォントネ侯爵の元夫人テレーズ・カバリュスと出会い愛人関係になる。 彼女に影響されて弾圧の手を緩め、ロベスピエールから睨まれる。テレーズは投獄され、彼女と獄中から手紙のやりとりをしていたタリアンは、保身と彼女の命を救うために、ポール・バラスたちに誘われていたテルミドールのクーデタへの参加を決意する。打ち合わせ通りに議会の壇上に上がると、短刀をふりかざしながら「暴君を打倒せよ」とロベスピエールを告発する演説を敢行した。その先頭に立っての活躍で、ロベスピエール失脚に決定的な役割を果たした。 
クーデターが終わると、1794年9月5日にジャコバン・クラブから追放され、4日後の9月9日にはマレー地区のカトル・フィス通りにて銃撃を肩に受けて負傷する事件に遭う。愛人であったテレーズと同年12月に結婚して、周囲の祝福をうけた。ブルジョワの子弟で作られた金ぴか青年隊（ジュネス・ドレ）を扇動してジャコバン・クラブを襲撃させ、これを閉鎖。 革命裁判所の廃止、地方に派遣され、反乱を起こそうとした王党派の大量処刑などを行う。しかし彼は穏健派からも急進派からも人気がなくなり、1年たらずで権力を喪失していった。総裁政府期は五百人会議員。 
事態を打開するために、ナポレオン・ボナパルトのエジプト遠征に調査団の経済学担当で参加し、帰還の際にイギリス軍に捕らわれ、ロンドンに連行される。テレーズは、結婚してからも自由奔放に振る舞い、タリアンに愛想を尽かすとバラスの愛人となっていた。1802年にタリアンがようやく帰国すると離婚した。その後は1806年になってようやく公職にありついたこともあったが、熱病で片目を失明して、失意の内にパリで余生を送る。1814年の王政復古の後、ルイ16世の裁判において死刑に投票した罪を問われ、王殺しとして国外追放を命じられるが、持病の悪化を理由に赦免を願い出て認められ、1820年、貧窮のうちに寂しく世を去った。

## 関連作品
- 『皇帝ナポレオン』（小説）　藤本ひとみ（著）
- 『愛と欲望の果てに/ドレスの下のフランス革命』LES JUPONS DE LA REVOLUTION　（長編TVムービー） 1989年 フランス　監督：マローン・バクティ　出演：リシャール・ボーランジェ、スティーヴ・フリース、オリヴィア・ブルー、エマニュエル・ベアール
- 『ナポレオン -獅子の時代-』（漫画）　長谷川哲也（著）
  - この作品ではロベスピエール告発演説とタリアン夫人に愛想をつかされるところまでは史実に沿っているが、橋の上で酔っ払っていたところを、テルミドールの反動から逃げ延びたサン＝ジュストによって暗殺される。
- 『欲望の聖女　令嬢テレジア』（漫画）　森園みるく（著）
  - この作品では、フランス革命直前の頃に登場。パリ市街で、テレジアとすれ違うシーンがある。紆余曲折を経て、テレジアと結ばれる。最終回では、テルミドールのクーデターで監獄から解放されたテレジアと手をつないで、パリ市民の前に颯爽と現れる場面がある。